# Hermann Binder
Hermann Binder (* 1945 in Sighișoara) ist ein rumänischer Orgelbauer und Orgelforscher aus der deutschsprachigen Minderheit der Siebenbürger Sachsen.

## Leben
Sein Vater Hermann Felix Binder (1911–2006) war siebenbürgisch-sächsischer evangelischer Theologe und wurde später Professor in Hermannstadt. Hermann Binder  studierte Physik in Cluj-Napoca und war danach Lehrer in Slimnic. In den späten 1960er Jahren ging er nach Potsdam und erlernte den Orgelbau bei der Firma Schuke.
Seit etwa 1970 repariert und bearbeitet Hermann Binder historische Orgeln in Siebenbürgen. 1973 gründete er eine landeskirchliche Orgelbauwerkstatt der Evangelischen Kirche A.B. in Rumänien in Hermannstadt. Dort waren bis zu vier Mitarbeiter beschäftigt und wurden über 30 junge Orgelbauer ausgebildet. 1995 wandelte er die Werkstatt in ein eigenes Unternehmen um. Er verfasste eine umfassende Darstellung des Orgelbaus in Siebenbürgen mit Einzeldarstellungen vieler historischer Instrumente.
Hermann Binder ist seit 1973 mit der in Wiedemar geborenen Dorothea Franke verheiratet und hat drei Töchter.

## Publikationen (Auswahl)
- mit István Dávid Müemlék orgonák Erdélyben [Orgeln in Siebenbürgen], Budapest 1996
- Orgeln in Siebenbürgen. Ein Beitrag zur Siebenbürgischen Orgelgeschichte von den Anfängen bis zur Mitte des 19. Jahrhunderts. Gehann Musikverlag, Kludenbach 2000, ISBN 978-3-927293-20-5.